# Süli Richárd
Süli Richárd (Gyula, 1998. augusztus 7. –) magyar atléta, középtávfutó.

## Élete
2013-ban beválogatták az európai ifjúsági olimpiai fesztiválra kiutazó magyar atlétikai keretbe. A hollandiai Utrechtben megrendezett viadalon, a fiúk 800 méteres síkfutásában tizedikként ért célba. A mezőny legfiatalabb tagjaként indult, és mindössze 4 tizeddel maradt le a döntőről. Egyik csapattársa sérülése miatt rajthoz állt a 4 x 100 m-es váltóban is, melynek döntőben a magyar csapat a 8. helyet szerezte meg. 2015 júliusában, a kolumbiai Cali városában rendezett ifjúsági atlétikai világbajnokság 800 méteren áll rajthoz, ahol futamában a 7., végeredményben pedig a 33. helyen végzett.
A 2016-os fedett pályás ifjúsági és junior atlétikai bajnokságán aranyérmes lett 1500 méteren, míg a fiúk 800 méteres távjában a bronzérmet szerezte meg.
Első felnőtt megmérettetése a 2018-as budapesti fedett pályás atlétikai bajnokság volt, ahol a 800 méteres síkfutás versenyszámát bronzéremmel zárta, elérve ezzel Gyula város sporttörténetének addigi legjobb középtávfutó-eredményét. Egy évvel később a 13 fős mezőnyben a hetedik helyen zárt.